# 香港明天更好基金
香港明天更好基金（英語：The Better Hong Kong Foundation），是由一班香港亲建制派商人於1995年創立，旨在令各界對香港發展有更多正面看法，為非牟利組織，不打算參與政治活動。辦事處設在香港島中環花園道1號中銀大廈61樓。

## 歷史
該會成立於1995年，當時為港英時代末期，香港面臨政權移交。
經常舉行交流活動，如邀請海外政界及商界領袖、傳媒代表到訪中國內地及香港，同時亦每年組團訪問美國。
自2007起於中小學界舉辦「香港盃」外交知識競賽，目的為加深學生對中國國情、外交政策的了解，為該會重點活動之一。

## 信託人委員會
香港明天更好基金乃由一信託人委員會監管運作，其主要任務為訂定基金的長遠目標和方向及提供財政資源。
- 李嘉誠-長江和記實業有限公司主席
- 謝中民-正大集團與卜蜂集團主席
- 李兆基-恒基兆業地產有限公司主席
- 查懋成-香港興業國際集團副主席兼董事總經理
- 林建岳-麗新集團主席
- 劉鳴煒-華人置業集團主席
- 邱達昌-遠東發展有限公司主席
- 李棕-力寶集團副主席
- 何超瓊-信德集團有限公司董事总经理
- 陳慧慧-南豐發展有限公司主席
- 鄭家純-新世界發展有限公司主席
- 陳啟宗-恒隆地產有限公司主席

## 主要成員
- 陳啟宗 - 恆隆集團主席
- 鍾志平 - 創科實業副主席及執行董事
- 伍穎梅 - 九龍巴士董事
- 虞茱迪 - 禧辰有限公司執行董事
- 方文雄 - 協成行集團副董事總經理
- 蔡少洲 - 百達製衣執行董事
- 葉毓強 - 美林（亞太）執行總裁（投資）
- 梁耀進 - 稻香控股行政總裁

## 外部參考
- 香港明天更好基金官方網站 （页面存档备份，存于）